# Completar el cuadrado

Animación describiendo el proceso de completar el cuadrado.

El procedimiento de completar el cuadrado, también llamado completación de cuadrados es un recurso  de álgebra elemental para convertir la expresión de un trinomio de segundo grado, desde su forma ordinaria: {\displaystyle ax^{2}+bx+c} a otra equivalente de la forma: {\displaystyle a(x+h)^{2}+k\,}.

## Procedimiento para completar el cuadrado
En general, los procedimientos para completar el cuadrado consisten en construir, mediante operaciones algebraicas, un trinomio cuadrado perfecto a partir de una expresión que no lo es, y luego reducir el resultado a un binomio al cuadrado más (o menos) una constante.
Cuando se tiene un trinomio cuadrado perfecto, este se puede factorizar directamente a un binomio al cuadrado. Por ejemplo, {\displaystyle x^{2}+10x+25} se puede factorizar como {\displaystyle \left(x+5\right)^{2}}.
Si no se tiene un trinomio cuadrado perfecto, como por ejemplo {\displaystyle x^{2}+10x+28}, este se puede manipular algebráicamente para construirlo. Nótese que el término independiente 28 es igual a 25 + 3, Así que el trinomio dado es igual a {\displaystyle {\color {Red}x^{2}+10x+25}+3}, con lo que tenemos un trinomio cuadrado perfecto más 3, que se puede reducir como {\displaystyle {\color {Red}\left(x+5\right)^{2}}+3}. Esto que acabamos de hacer es uno de los procedimientos para completar el cuadrado.
Abajo se describen en detalle operaciones algebraicas para completar el cuadrado con cualquier trinomio cuadrado dado.

### Trinomiomónicox2+ bx + c
| Descripción | Procedimiento Simbólico                                                                                       | Ejemplo |
| --- | --- | --- |
| Dado un polinomio de la forma | {\displaystyle P(x)=x^{2}+bx+c}                                                                               | {\displaystyle x^{2}+10x+28}                                                                                 |
| Sumando y restando el cuadrado del cociente del coeficiente de {\displaystyle x} entre 2. | {\displaystyle P(x)=x^{2}+bx{\color {Red}+\left({\frac {b}{2}}\right)^{2}-\left({\frac {b}{2}}\right)^{2}}+c} | {\displaystyle x^{2}+10x{\color {Red}+\left({\frac {10}{2}}\right)^{2}-\left({\frac {10}{2}}\right)^{2}}+28} |
| Agrupando términos, se obtendrá un trinomio cuadrado perfecto. Se agrupan los términos {\displaystyle x^{2}}, {\displaystyle bx}, y {\displaystyle +{\frac {b^{2}}{2^{2}}}}. | {\displaystyle P(x)={\color {Red}\left(x^{2}+bx+{\frac {b^{2}}{2^{2}}}\right)}-{\frac {b^{2}}{2^{2}}}+c}      | {\displaystyle {\color {Red}\left(x^{2}+10x+25\right)}-25+28}                                                |
| Factorizando (reduciendo) este trinomio a un binomio al cuadrado, el cual se obtuvo: (1) extrayendo la raíz cuadrada del primer término del trinomio ({\displaystyle \surd x^{2}=x}), que será el término izquierdo del binomio; (2) extrayendo la raíz cuadrada del tercer término del trinomio ({\displaystyle \surd ({\frac {b^{2}}{2^{2}}})={\frac {\surd b^{2}}{\surd 2^{2}}}={\frac {b}{2}}}), que será el término derecho del binomio; (3) usando el signo del segundo término del trinomio ({\displaystyle +bx}) como el signo que separa los términos del nuevo binomio. | {\displaystyle P(x)={\color {Red}\left(x+{\frac {b}{2}}\right)^{2}}-{\frac {b^{2}}{4}}+c}                     | {\displaystyle {\color {Red}\left(x+5\right)^{2}}+3}                                                         |

Observación: con respecto a la expresión resultante {\displaystyle {\left(x+{\frac {b}{2}}\right)^{2}}-{\frac {b^{2}}{4}}+c} puede continuarse simplificado/reduciendo. Un método es elevando al cuadrado ambos miembros, lo cual generará dos resultados, debido a la presencia de una raíz de índice par (en este caso cuadrada).
Así,  {\displaystyle x^{2}+bx+c=\left(x+h\right)^{2}+k=\left(x+{\frac {b}{2}}\right)^{2}+c-{\frac {b^{2}}{4}}}, donde {\displaystyle h={\frac {b}{2}}} y {\displaystyle k=c-{\frac {b^{2}}{4}}}.

### Polinomio de la formaax2+ bx + c
| Descripción | Procedimiento Simbólico | Ejemplo                                                       |
| --- | --- | ------------------------------------------------------------- |
| Dado un polinomio de la forma | {\displaystyle ax^{2}+bx+c} | {\displaystyle 3x^{2}+24x+40}                                 |
| Sacando a a como factor común, de los términos con x                                                                                                   | {\displaystyle {\color {Red}a\left(x^{2}+{\frac {b}{a}}x\right)}+c}                                                                   | {\displaystyle {\color {Red}3\left(x^{2}+8x\right)}+40}       |
| Sumando y restando el cuadrado del cociente, del coeficiente de x entre 2                                                                              | {\displaystyle a\left(x^{2}+{\frac {b}{a}}x{\color {Red}+\left({\frac {b}{2a}}\right)^{2}-\left({\frac {b}{2a}}\right)^{2}}\right)+c} | {\displaystyle 3\left(x^{2}+8x{\color {Red}+16-16}\right)+40} |
| Acomodando términos, se obtendrá un trinomio cuadrado perfecto                                                                                         | {\displaystyle a\left({\color {Red}x^{2}+{\frac {b}{a}}x+\left({\frac {b}{2a}}\right)^{2}}-\left({\frac {b}{2a}}\right)^{2}\right)+c} | {\displaystyle 3\left({\color {Red}x^{2}+8x+16}-16\right)+40} |
| Multiplicamos por el factor común a, al término que acabamos de restar, {\displaystyle -\left({\frac {b}{2a}}\right)^{2}}, para sacarlo del paréntesis | {\displaystyle a\left(x^{2}+{\frac {b}{a}}x+{\frac {b^{2}}{4a^{2}}}\right){\color {Red}-{\frac {ab^{2}}{4a^{2}}}}+c}                  | {\displaystyle 3\left(x^{2}+8x+16\right){\color {Red}-48}+40} |
| Quedando dentro del paréntesis el trinomio cuadrado perfecto                                                                                           | {\displaystyle a{\color {Red}\left(x^{2}+{\frac {b}{a}}x+{\frac {b^{2}}{4a^{2}}}\right)}-{\frac {ab^{2}}{4a^{2}}}+c}                  | {\displaystyle 3{\color {Red}\left(x^{2}+8x+16\right)}-48+40} |
| Reduciendo este trinomio a un binomio al cuadrado (con los términos x y el coeficiente de x dividido entre 2).                                         | {\displaystyle a{\color {Red}\left(x+{\frac {b}{2a}}\right)^{2}}-{\frac {ab^{2}}{4a^{2}}}+c}                                          | {\displaystyle 3{\color {Red}\left(x+4\right)^{2}}-48+40}     |
| Simplificando | {\displaystyle a\left(x+{\frac {b}{2a}}\right)^{2}+c-{\frac {b^{2}}{4a}}}                                                             | {\displaystyle 3\left(x+4\right)^{2}-8}                       |

Así,     {\displaystyle ax^{2}+bx+c=a\left(x+h\right)^{2}+k}
donde     {\displaystyle h={\frac {b}{2a}}}     y     {\displaystyle k=c-{\frac {b^{2}}{4a}}}

### Significado geométrico dehyk

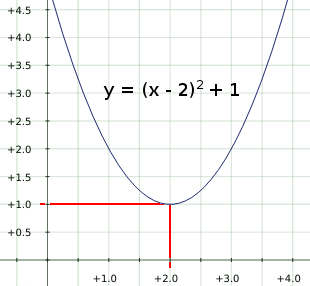
En la función
h = -2 y k = 1, así, el vértice de la parábola está en las coordenadas (-h, k) = (2, 1)

En la función cuadrática escrita como {\displaystyle a(x+h)^{2}+k}, los valores -h y k son respectivamente las coordenadas x e y del vértice de la parábola que representa graficamente a la función. Si el valor de a es positivo, la parábola abre hacia arriba y k es el valor mínimo de la parábola, y si a es negativo, la parábola abre hacia abajo y k es el valor máximo de la parábola.
En general, h y k representan desplazamientos en el plano cartesiano de la parábola representada por la función {\displaystyle x^{2}} cuyo vértice es el punto (0,0). El valor de h determina un desplazamiento con dirección horizontal tantas unidades lo indique su valor y en sentido opuesto a su signo, es decir, si h es positivo el desplazamiento se hace hacia la izquierda, mientras que si es negativo el desplazamiento se hace hacia la derecha. Por ejemplo, si h es igual a -3, la parábola se desplazará 3 unidades hacia la derecha, y si h es igual a 5 la parábola se desplazará 5 unidades hacia la izquierda. Por otro lado, el valor de k determina un desplazamiento con dirección vertical tantas unidades lo indique su valor, hacia arriba si es positivo y hacia abajo si es negativo. Por ejemplo, si k es igual a -1, la parábola se desplazará una unidad hacia abajo, y si k es igual a 1 la parábola se desplazará una unidad hacia arriba. 
En el ejemplo de la gráfica, h = -2, y k = 1. Así, la parábola {\displaystyle x^{2}} se desplaza 2 unidades a la derecha y una hacia arriba, haciendo que su vértice sea el punto (2,1).

## Perspectiva geométrica
Considere completar el cuadrado para la siguiente ecuación:

{\displaystyle x^{2}+bx=a}

Puesto que {\displaystyle x^{2}} representa el área de un cuadrado con lados de longitud {\displaystyle x}, y {\displaystyle bx} representa el área de un rectángulo con lados {\displaystyle b} y {\displaystyle x}, el proceso de completar el cuadrado se puede ver como una manipulación visual de rectángulos.
Intentos simples de combinar {\displaystyle x^{2}} y {\displaystyle bx} en un cuadrado mayor resulta en una esquina que falta. El término {\displaystyle (b/2)^{2}} añadido a cada lado de la ecuación de arriba es precisamente el área de la esquina que falta, de ahí que se le llame "completar el cuadrado".

## Algunos usos
La técnica de completar el cuadrado reduce ciertos problemas de trinomio cuadrático a uno de binomio de segundo grado, que involucra el cuadrado de la suma {\displaystyle (x+h)}  más una constante.
Completar el cuadrado se utiliza en:
- Resolver ecuaciones cuadráticas, donde la ecuación completa

{\displaystyle ax^{2}+bx+c=0} se reduce a la ecuación incompleta
{\displaystyle t^{2}+\alpha =0}, más sencilla de resolver.
- Graficar funciones cuadráticas
- En cálculo, evaluar integrales, como las integrales gausianas con un término lineal en el exponente
- Encontrar transformaciones de Laplace[4]
- En geometría analítica, transformar/convertir ecuación de forma general a ordinaria de curvas/secciones cónicas
- En problemas de máximo y mínimo por procedimientos algebraicos, como aplicación de

(left){\displaystyle x^{2}\geq 0,x^{2}+y^{2}\geq 0,x^{2}+y^{2}+z^{2}\geq 0}

En matemáticas, completar el cuadrado se considera un mecanismo algebraico básico, y con frecuencia se aplica sin comentarios en cualquier cálculo involucrando polinomios cuadráticos. La completación de cuadrados se utiliza para deducir la fórmula cuadrática.

## Ejemplo
Un ejemplo simple es:
{\displaystyle x^{2}+6x=x^{2}+6x+9-9=(x+3)^{2}-9}
Aplicación en cálculo integral. Ahora, considérese el problema de encontrar esta antiderivada:
{\displaystyle \int {\frac {dx}{9x^{2}-90x+241}}.}
El denominador es
{\displaystyle 9x^{2}-90x+241=9(x^{2}-10x)+241.}
Sumando {\displaystyle (10/2)^{2}=25} a {\displaystyle x^{2}-10x} da un cuadrado perfecto {\displaystyle x^{2}-10x+25=(x-5)^{2}}. De lo que resulta
{\displaystyle 9(x^{2}-10x)+241=9(x^{2}-10x+25)+241-9(25)=9(x-5)^{2}+16}
Sea la integral
{\displaystyle \int {\frac {dx}{9x^{2}-90x+241}}={\frac {1}{9}}\int {\frac {dx}{(x-5)^{2}+(4/3)^{2}}}={\frac {1}{9}}\cdot {\frac {3}{4}}\arctan {\frac {3(x-5)}{4}}+C}